# Гањи
Гањи (фр. Gagny) град је у Француској, у департману Сена Сен Дени.
По подацима из 1999. године број становника у месту је био 36.715.

## Демографија
| 1962.  | 1968.  | 1975.  | 1982.  | 1990.  | 1999.  | 2011.  |
| ------ | ------ | ------ | ------ | ------ | ------ | ------ |
| 29.004 | 35.780 | 36.772 | 34.861 | 36.059 | 36.715 | 39.378 |

## Партнерски градови
- Минден
- Таварнела Вал ди Пеза
- Gladsaxe Municipality
- Шарлотенбург-Вилмерздорф
- Wilmersdorf